# Diane Ladd
Rose Diane Lanier (Meridian (Mississippi), 29 november 1935) is een Amerikaans actrice.
Ladd acteerde sinds 1958 al in meer dan 120 producties. Bekende rollen speelde ze in films als White Lightning, Chinatown, Alice Doesn't Live Here Anymore, Christmas Vacation en Rambling Rose. In de jaren zestig maakte ze veelal gastoptredens in toen bekende series als Perry Mason, 77 Sunset Strip, Gunsmoke, Ironside en The Fugitive.
Ook speelde de rol van Belle Dupree in de televisieserie Alice.
In 2010 kregen Diane Ladd, haar ex-man Bruce Dern en hun dochter Laura alle drie een ster op de beroemde Hollywood Walk of Fame.

## Privé-leven
Ladd is de moeder van actrice Laura Dern, die ze kreeg met haar toenmalige man Bruce Dern. Van 1960 tot 1969 was ze met hem getrouwd. Ze trouwde datzelfde jaar nog met William A. Shea, Jr., maar scheidde in 1977 weer van hem. Sinds 14 februari 1999 is ze getrouwd met Robert Charles Hunter.
Bruce Dern en Diane Ladd kregen vóór Laura Dern ook al een kind, maar dat verdronk bij een ongeluk toen het anderhalf jaar oud was.

## Filmografie (selectie)
- Naked City (televisieserie) – verschillende rollen (2 afl., 1958/1959)
- Deadline (televisieserie) – Judy (afl. "Victor Reisel", 1959)
- Decoy (televisieserie) – Selma Richmond (afl. "Two Days a Kill", 1959)
- Something Wild (1961) – klein rolletje (niet op aftiteling)
- 77 Sunset Strip (televisieserie) – Helen Saunders (afl. "The Left Field Caper", 1963)
- Perry Mason (televisieserie) – Miss Frances (afl. "The Case of the Shifty Shoebox", 1963)
- Gunsmoke (televisieserie) – verschillende rollen (3 afl., 1964/1966/1967)
- The Fugitive (televisieserie) – Stella (afl. "Come Watch Me Die", 1964)
- The Wild Angels (1966) – Gaysh
- Ironside (televisieserie) – Peggy Barnard (afl. "Robert Phillips vs. the Man", 1968)
- Then Came Bronson (televisieserie) – Valerie Faber (afl. "Old Tigers Never Die--They Just Run Away", 1969)
- The Rebel Rousers (1970) – Karen
- WUSA (1970) – barmeid bij spoorwegstation
- The Secret Storm (televisieserie) – Kitty Styles #2 (1971–1972)
- The Devil's Daughter (televisiefilm, 1973) – Alice Shaw
- White Lightning (1973) – Maggie
- Chinatown (1974) – Ida Sessions
- Alice Doesn't Live Here Anymore (1974) – Flo
- The Love Boat (televisieserie) – verschillende rollen (2 afl., 1980/1985)
- Alice (televisieserie) – Belle Dupree (23 afl., 1980–1981)
- Faerie Tale Theatre (televisieserie) – moeder (afl. "Little Red Riding Hood", 1983)
- Father Dowling Mysteries (televisieserie) – Arlene (afl. "The Face in the Mirror Mystery", 1989)
- Christmas Vacation (1989) – Nora Griswold
- In the Heat of the Night (televisieserie) – Maybelle de Madam (afl. "Home Is Where the Heart Is", 1990)
- Wild at Heart (1990) – Marietta Fortune
- Rambling Rose (1991) – moeder
- L.A. Law (televisieserie) – Celeste Bauman (afl. "Cold Shower", 1993)
- ER (televisieserie) – Mrs. Pooler (afl. "No Place to Hide", 2006)
- Inland Empire (2006) – Marilyn Levens
- Montana Sky (televisiefilm, 2007) – Bess
- Joy (2015) – Joy's grootmoeder

- Biblioteca Nacional de España: XX1260372
- Bibliothèque nationale de France: cb138962433 (data)
- Gemeinsame Normdatei: 140637354
- International Standard Name Identifier: 0000 0000 7824 2211
- Library of Congress Control Number: n84167048
- Nationale Bibliotheek van Tsjechië: xx0160994
- Nationale Bibliotheek van Israël: 987007436365105171
- Nationale Bibliotheek van Polen: a0000001601499
- Nederlandse Thesaurus van Auteursnamen: 074085069
- SNAC: w66152kc
- Système universitaire de documentation: 164321209
- Virtual International Authority File: 107645526
- WorldCat: E39PBJvd8PJrbVhYWtQgrt48YP